# Guts Pie Earshot
 Guts Pie Earshot ist ein aus Köln stammendes, aber mittlerweile in Berlin ansässiges Duo, das seinen Musikstil selbst als Fusion aus Punk, Techno, Dubstep und Metal definiert.

## Bandgeschichte
Guts Pie Earshot wurde 1991 in Köln als „Punkband mit Cello“ namens Flowerhouse gegründet, die wiederum aus der Band Lucy Killed The Dragon hervorging. Von Anfang an war der Bezug zur Hausbesetzer- und Bauwagenplatz-Szene für die Band relevant. Beeinflusst wurden die Musiker durch Bands wie The Ex, Chumbawamba, Dog Faced Hermans und No Means No. Die Konzertorte waren und sind immer noch sehr häufig kleine Veranstaltungsorte und besetzte Häuser, die dem Do-it-yourself-Gedanken verbunden sind. 1993 bekam die Band ihren aktuellen Namen.
Sie bestand damals aus
- Patrick „Rizio“ Cybinski
- Alex „AL-X.“ Franke (technischer Tonmeister, Produzent)
- Jean „Scheng“ Jacobi (früher bei Tecbilek und Ministry of Good Vibrations)[2]
- Anneke „a.Punkt“ Pohl (früher bei der Bonner Band Loonies)[3]
- Gunther „Guntha“ Steudel (später Komponist von zeitgenössischer Filmmusik)

Seit 2004 ist die Band zu zweit in der Besetzung Cybinski und Jacobi mit Cello und Schlagzeug unterwegs. Zusammen haben sie unter anderem die Alben Chapter Two Volume One und Smart Desert eingespielt sowie jeweils ein Album als Subvasion (gemeinsam mit der Zürcher BreakTech-Künstlerin L.N/A) und Dubvasion.
Im Dezember 2009 trat die Band nach Generalproben vor Publikum in Griechenland, Bonn und Köln im Berliner SO36 erstmals seit 1998 mit der ehemaligen Sängerin Anneke Pohl auf. Zu dieser Gelegenheit wurde eine CD, die unter anderem Coverversionen und Neuinterpretationen diverser anderer Künstler bzw. der Bandmitglieder selber enthält, produziert und den Besuchern des Konzertes mitgegeben. Die Restauflage von ursprünglich 1000 Exemplaren dieser CD wurde zum Verkauf angeboten. Auch wurde mit dieser CD erstmals wieder ein Lied veröffentlicht, zu dem Pohl den Gesang beisteuerte. Seit 2014 tritt die Band mit dem Projekt Outsourced Underground zusammen mit der Rapperin Lena Stoehrfaktor und dem Rapper Tapete auf.

## Stil

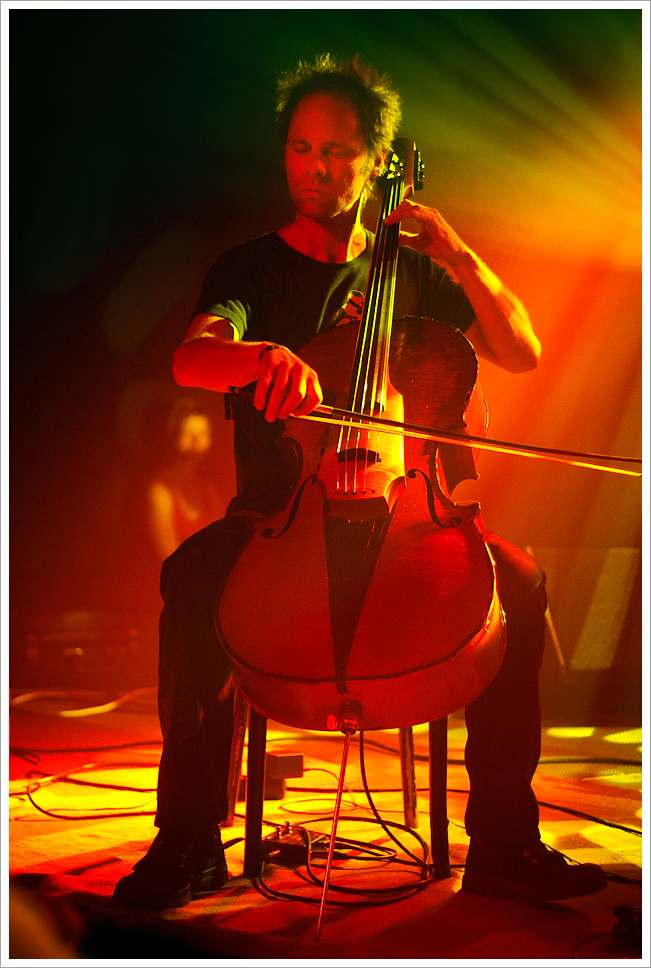
Patrick Cybinski (2010)

Von Anfang an war es ein Markenzeichen der Band, durch bewusste Unterlassungen (keine Gitarre, später dann ohne Gesang und Sampler, dann ohne Bass und der Unterlassung von elektronischen „Ersatzgeräten“ wie Sampler oder Laptop) die Musik an die Grenzen des Machbaren zu bringen („Punk ohne Gitarre“, „Drum and Bass ohne Bass“, „Techno ohne Technik“, „Pop ohne Gesang“).
Aus bestehenden musikalische Normen auszubrechen, um etwas völlig Neues, Eigenes zu kreieren, ohne zur intellektuellen Konstruktion zu verkommen, ist das Ziel. Die Zitate aus dem Punk und Hardcore werden genauso authentisch umgesetzt wie Drum and Bass, Breakbeat, Techno oder Klassikeinflüsse.

## Diskografie
- 1993: Flowerhouse (Split-Album mit Ministry of Good Vibrations, Revolution Inside)
- 1995: Guts Pie Earshot (EP, Revolution Inside)
- 1996: Anatopia – Musik Zum Film (Soundtrack, Revolution Inside)
- 1997: Distorted Wonderland (Revolution Inside)
- 1999: Wait (Skuld Releases)
- 2000: Exit (Skuld Releases)
- 2005: Chapter Two Volume One (Big House Records)
- 2007: Revolt Against (EP, Tofu Guerilla)
- 2009: Smart Desert (Major Label)
- 2010: Chapter Two Volume Two (Major Label)
- 2013: Amparo Fugaz (Major Label)
- 2018: Deckname Jenny (Soundtrack, Major Label)

### Als Subvasion
- 2011: Lost At Funfair (Major Label)

### Als Dubvasion
- 2012: From Afar (Major Label)